# Seamus Begley
Séamus Begley (Dingle, september 1949 – aldaar, 9 januari 2023) was een Ierse accordeonist en folkartiest.
Hij komt uit Ballydavid het Gaelic sprekende deel van Dingle (County Kerry, Ierland). Hij is de zoon van een lokale accordeonist Bhreandáin Bheaglaoich (Brendan Begley Sr). Séamus begon al op jonge leeftijd muziek te maken en begeleidde de lokale dansers op zijn veertiende jaar met de accordeon. Hij is ook bekend als zanger. In 1972 maakte hij met zijn zuster Máire zijn eerste album. Ook zijn broer Brendan Begley is bekend als accordeonist; hij maakte twee albums met Beginish. Hij heeft in Chicago in de Verenigde Staten gewoond, werkte als vrachtwagenchauffeur en woonde sedert 1976 weer in County Kerry. Later maakte hij een album met de Australische muzikant Steve Cooney, waarmee hij het duo Cooney & Begley vormt.
Later vormt Begley ook met gitarist Jim Murray een duo. Jim komt uit Macroom, West Cork.
Begley stierf op 9 januari 2023, op 73-jarige leeftijd.

## Discografie
- 1972 An Ciarraíoch Mallaithe, met Seamus & Máire Begley
- 1989 Plancstaí Bhaile na Buc, met Seamus & Máire Begley
- 1992 Bringing it all Back Home, Guinness Tour, (compilatie-album)
- 1993 Meitheal, met Séamus Begley & Stephen Cooney & Máire Begley
- 2000 Chieftains,  Water from the Well, (compilatie-album)
- 2001 Beginish, Stormy Weather, met zang van Seamus Begley
- 2001 Ragairne, Reveling at Night, met Jim Murray
- 2002 Ragtime
- 2003 Frankie Lane, Gunsmoke at El Paso, (compilatie-album)